# IBM 8514
IBM 8514 és una targeta gràfica fabricada per IBM i introduïda amb la línia d'ordinadors personals IBM PS/2 el 1987. Admet una resolució de pantalla de 1024 × 768 píxels amb 256 colors a 43,5 Hz (entrellaçat) o 640 × 480 a 60 Hz (no entrellaçat). 8514 normalment fa referència al maquinari del controlador de pantalla (com ara l'adaptador de pantalla 8514/A). Tanmateix, IBM va vendre el monitor CRT complementari (per utilitzar-lo amb el 8514/A) que porta la mateixa designació, 8514.
El 8514 utilitza una API estandarditzada anomenada "Interfície d'adaptador" o AI. Aquesta interfície també la fan servir XGA, IBM Image Adapter/A i clons del 8514/A i XGA, com ara l'ATI Technologies Mach 32 i l'IIT AGX. La interfície permet que el programari informàtic descarregui les operacions habituals de dibuix en 2D (dibuix de línies, ompliment de colors i còpies de bloc mitjançant un blitter) al maquinari 8514. Això allibera la CPU de l'amfitrió per a altres tasques i millora molt la velocitat de redibuixar un gràfic visual (com ara un gràfic circular o una il·lustració CAD).
El 8514 es va vendre inicialment per 1290 dòlars per a l'adaptador i 270 dòlars per al 512 Expansió de memòria KB (equivalent a 3300 $ i 700 $, respectivament, el 2022). [3] El 8514/A requeria un bus d'arquitectura Micro Channel en un moment en què els sistemes ISA eren estàndard.

## Història
El 8514 es va presentar amb els ordinadors IBM PS/2 l'abril de 1987. Es tractava d'una actualització opcional de la matriu de gràfics de vídeo (VGA) de PS/2 basat en l'arquitectura Micro Channel, i es va lliurar als tres mesos posteriors a la introducció de PS/2.
Tot i que no és la primera targeta de vídeo per a PC que admet l'acceleració de maquinari, la 8514 d'IBM sovint s'acredita com el primer accelerador de funció fixa de mercat massiu de PC. Fins a la introducció del 8514, l'acceleració de gràfics per a PC es va relegar a les cares plaques de coprocessador gràfic de classe d'estació de treball. Les plaques de coprocessador (com la sèrie TARGA Truevision) es van dissenyar al voltant de xips especials de CPU o processadors de senyal digital que eren programables. Els acceleradors de funció fixa, com el 8514, van sacrificar la programabilitat per obtenir una millor relació cost/rendiment.
Les plaques 8514 compatibles posteriorment es van basar en el xip TMS34010 de Texas Instruments.
Tot i que el 8514 no va ser un èxit de vendes, va crear un mercat d'acceleradors de gràfics per a PC de funció fixa que va créixer de manera exponencial a principis dels anys noranta.
Els xips ATI Mach 8 i Mach 32 eren clons populars, i diverses empreses (sobretot S3) van dissenyar xips d'acceleració gràfica que no eren compatibles amb el registre però que conceptualment eren molt similars al 8514/A.
El 8514 va ser substituït per IBM XGA.
El grup VESA va introduir una manera estandarditzada comuna d'accedir a funcions com cursors de maquinari, transferències de blocs de bits (Bit Blt), sprites fora de pantalla, panoràmica de maquinari, dibuix i altres funcions amb funcions VBE/accelerador (VBE/AF) l'agost de 1996.

## Capacitats de sortida
El 8514 ofereix:
- 640 × 480 gràfics amb 256 colors de 262.144 (18 bits RGB); mode text amb 80×34 caràcters;
- 1024 × 768 gràfics amb 256 colors de 262.144 (18 bits RGB); mode text amb 85×38 o 146×51 caràcters;

El darrers clons oferia resolucions addicionals:
- 800 × 600 amb profunditats de color de 16 i 24 bits
- 1280 × 1024 amb profunditats de color de 16 i 24 bits